# Unione Sportiva Triestina 1973-1974
Questa voce raccoglie le informazioni riguardanti l'Unione Sportiva Triestina nelle competizioni ufficiali della stagione 1973-1974.

## Rosa
| N. |                   | Ruolo | Calciatore           |
| -- | ----------------- | ----- | -------------------- |
|    | Italia (bandiera) | D     | Corrado Albicocco    |
|    | Italia (bandiera) | D     | Lorenzo Berti        |
|    | Italia (bandiera) | A     | Giuseppe Bertoli     |
|    | Italia (bandiera) | C     | Isidoro Brusadelli   |
|    | Italia (bandiera) | P     | Gabriele Cantagallo  |
|    | Italia (bandiera) | C     | Giovanni Cattai      |
|    | Italia (bandiera) | C     | Dino D'Alessi        |
|    | Italia (bandiera) | D     | Sergio De Luca       |
|    | Italia (bandiera) | A     | Paolo Dri            |
|    | Italia (bandiera) | C     | Saverio Fera         |
|    | Italia (bandiera) | P     | Giampietro Fontana   |
|    | Italia (bandiera) | P     | Maurizio Grigollo    |
|    | Italia (bandiera) | D     | Alessandro Lucchetta |
|    | Italia (bandiera) | D     | Giorgio Marcato      |
|    | Italia (bandiera) | P     | Renato Marson        |

| N. |                   | Ruolo | Calciatore         |
| -- | ----------------- | ----- | ------------------ |
|    | Italia (bandiera) | A     | Armando Paganin    |
|    | Italia (bandiera) | C     | Enea Piemonte      |
|    | Italia (bandiera) | D     | Lauro Pomaro       |
|    | Italia (bandiera) | D     | Stefano Riva       |
|    | Italia (bandiera) | A     | Flavio Rossi       |
|    | Italia (bandiera) | D     | Alfio Sabbadin     |
|    | Italia (bandiera) | C     | Roberto Savron     |
|    | Italia (bandiera) | A     | Giancarlo Schilirò |
|    | Italia (bandiera) | D     | Carlo Soldo        |
|    | Italia (bandiera) | C     | Franco Tosetto     |
|    | Italia (bandiera) | D     | Emilio Trabalza    |
|    | Italia (bandiera) | C     | Andrea Truant      |
|    | Italia (bandiera) | A     | Renato Tugliach    |
|    | Italia (bandiera) | D     | Manlio Zanini      |